# Brajá

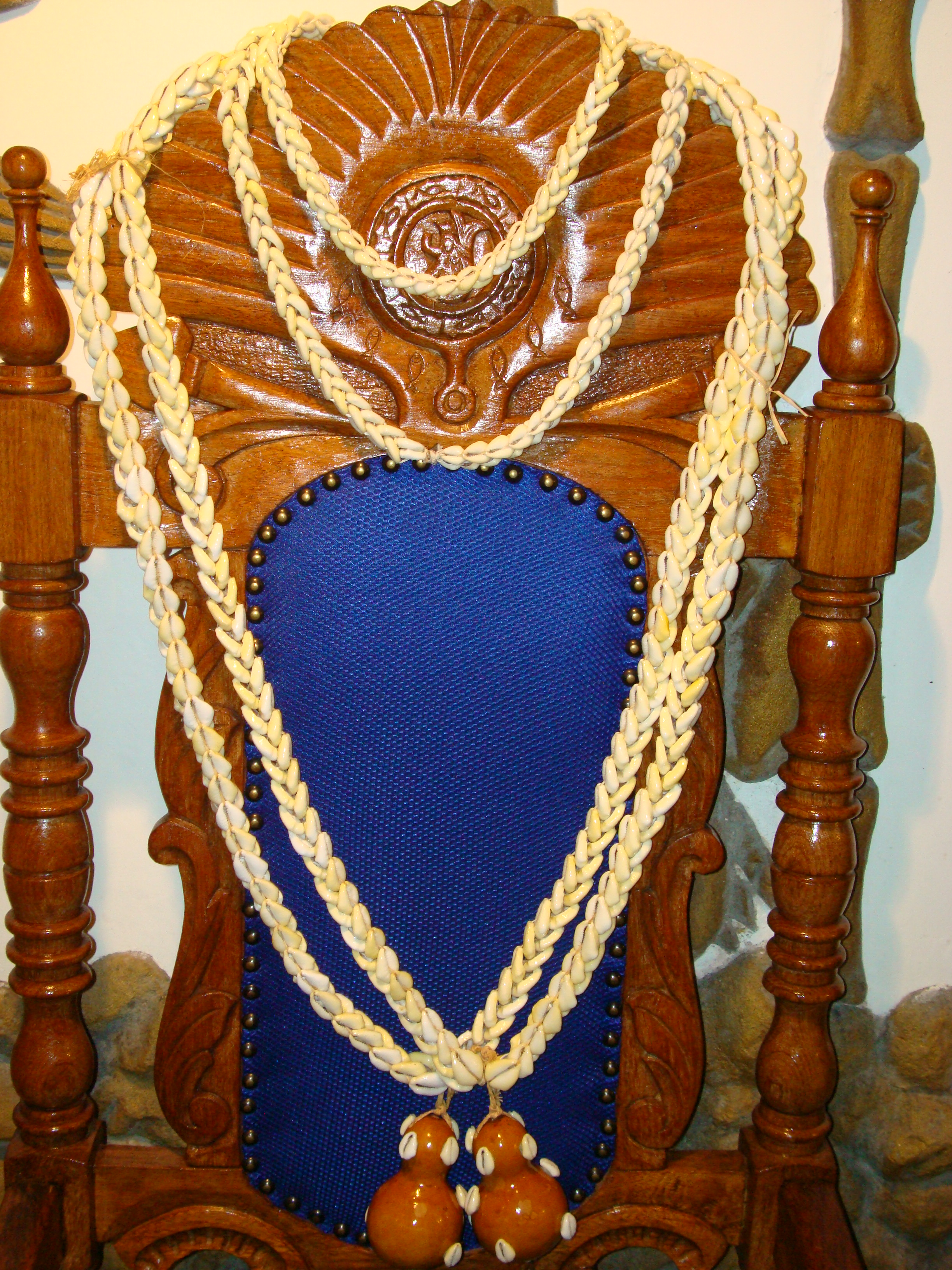
Brajá amarelo

Brajá é o fio-de-contas usado por babalaôs, Bokonon e outros sacerdotes africanos, no Brasil é usado por Babalorixás, Ialorixás, ogãs, Equedes, e pessoas de outros posto de graduação do Candomblé de todas as nações, é um símbolo de nobreza, estatuto, senioridade, sapiência, jamais poderá ser usado por pessoas que não tenham cargo ou posto. 
O brajá é usado pelos filhos da cobra como são chamados os filhos de Dã, Oxumarê, Angorô, pelos filhos da terra como são chamados os filhos de Omolu, Obaluaiê e por voduns semelhantes e Nanã. Representa as escamas da cobra ou serpente, representa a riqueza porque é feito com búzios abertos (que na África era usado como dinheiro ou moeda corrente), trançados com fios de cordonê, de um lado e de outro sobrepostos formando as escamas.